# Brandenburgkoncerterne
Brandenburgkoncerterne (Brandenburgische Konzerte, BWV 1046–1051) er seks orkesterværker, komponeret af Johann Sebastian Bach. Koncerterne blev i 1721 givet som gave til markgreven Christian Ludwig af Brandenburg-Schwedt, som Bach havde knyttet venskab med i vinteren 1718/1719 i Berlin. Koncerterne er dateret 24. marts 1721, men biografier antager, at de er skrevet tidligere. 
På grund af mangel på kvalificerede musikere kunne Christian Ludwig ikke opføre koncerterne, men noderne blev opbevaret i hans bibliotek, og fundet frem i 1850, hvorefter de blev navngivet.